# Іполтіца (потік)
Іполтіца (словац. Ipoltica) — річка в Словаччині; ліва притока Чєрного Вагу, протікає в окрузі Ліптовський Мікулаш.
Довжина — 16 км.
Витікає в масиві Низькі Татри на схилі гори Оравцова на висоті 1405 метрів. Приймає води Дікули.
Впадає у Чєрний Ваг на висоті 741 метр біля села Кральова Легота.